# آلفردو د فرانچسکینی
آلفردو د فرانچسکینی(به ایتالیایی: Alfredo De Franceschini) (۱۲ دسامبر ۱۹۰۲ – ۱۱ ژوئن ۱۹۵۹)، بازیکن و مربی فوتبال اهل ایتالیا بود که در پست هافبک بازی می‌کرد.